# 무슈 베르두

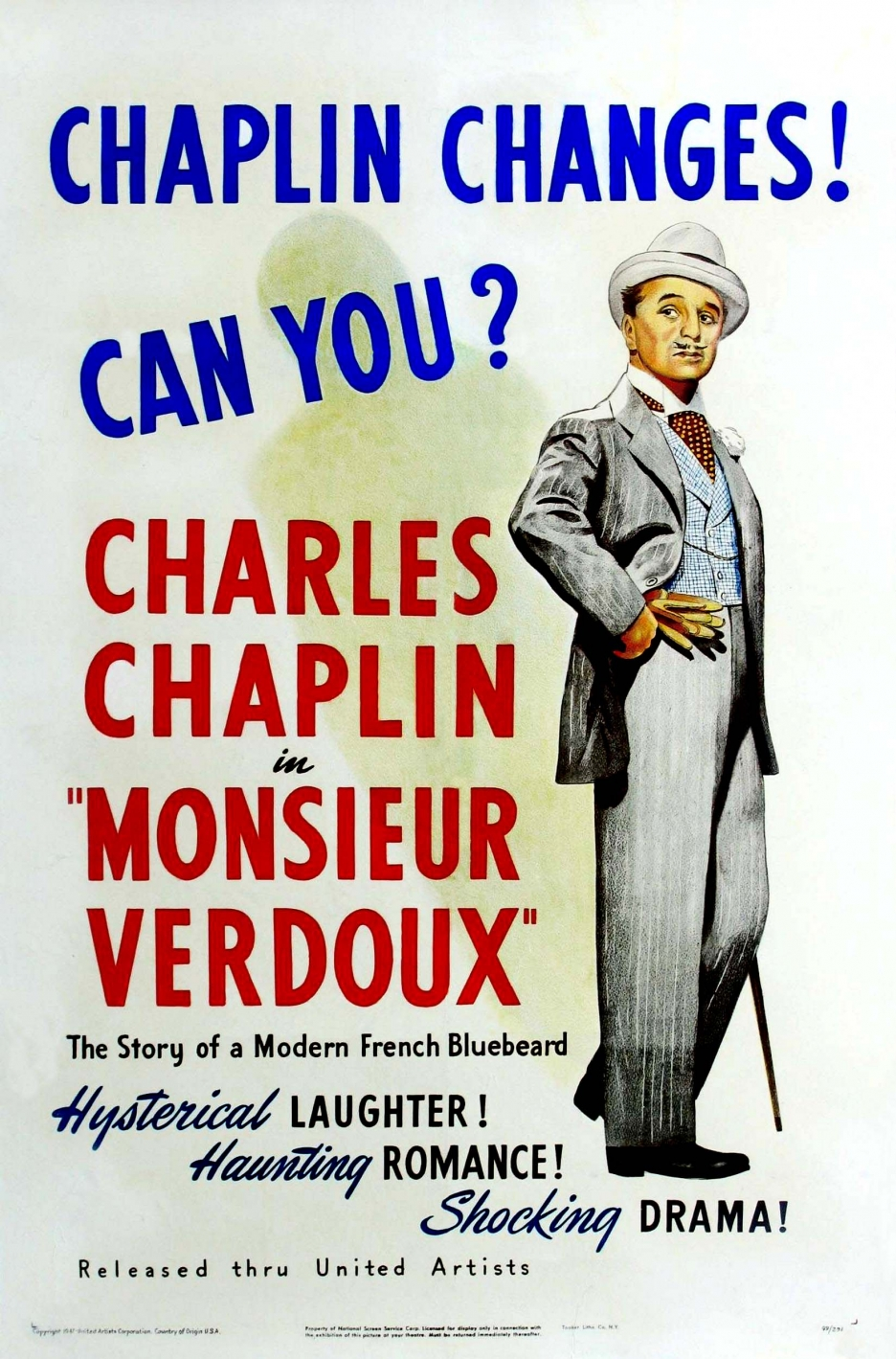

무슈 베르두 (Monsieur Verdoux) 또는 살인광 시대는 1947년 찰리 채플린이 제작한 영화이다. 영화는 1930년대 프랑스를 배경으로 하고 있으며 채플린은 이미 위대한 독재자로 매카시즘에 휘말리다가 이 영화로 1952년 미국에서 쫓겨나게 된다.

## 줄거리
30년 근속한 은행을 무자비하게 면직당한 베르두(채플린)는 불구인 아내와 자식들을 부양하기 위하여 다소의 재산을 가진 여자를 골라 접근, 교묘한 수법으로 살해하고서 그 돈을 탈취하는 식의 범행을 반복한다. 그리고 빼앗은 돈을 투자함으로서 안전하게 지내고자 하나 경제 변동으로 알거지가 되고, 아내도 자식도 다 잃으면서 체포되었다. 법정에 선 그는 두려워할 만한 대량 살인귀라고 논고하는 검사에 대하여 "전쟁으로 대량 살인을 하고 있는 세계에 비한다면 나같은 사람은 보잘것 없는 아마추어에 불과하다"고 대꾸한다.

## 감상
채플린이 과거의 상표였던 바울러모자와 지팡이, 그리고 헐랑한 큰 바지와 코밑수염의 분장(扮裝)을 버리고 중년신사 스타일로 새로이 등장하는데, 작품의 내용도 과거의 감상(感賞)이나 서정(敍情)을 버리고 기발한 개그(익살)에 의한 풍부한 웃음 속에서 사회와 문명에 대한 휴머니스트로서의 분노를 통렬한 풍자를 섞어 가면서 직접적으로 폭발시키고 있다. 그런 점에서도 채플린의 전체 작품 가운데서는 이색적이다. 미국에서 공개되기가 바쁘게 사회일부의 사람들로부터 공산주의같다고 하는 비난 공격을 받았으며, 노발대발한 채플린은 이 작품을 끝으로 할리우드를 떠났다.

## 출연

### 주연
- 찰리 채플린

### 조연
- 마사 레이

## 기타
- 협력프로듀서: 로버트 플로리
- 미술: 존 벡먼

## 뒷이야기
- 1942년, <시민 케인>으로 유명한 오손 웰스는 프랑스의 살인마 랑드뤼에 관한 영화를 구상하였다. 웰스는 이 영화의 아이디어를 채플린에게 5000 달러와 오프닝에서 오손 웰스의 구상이라고 나오는 조건으로 주었다.
- 1910년대에서 1920년대까지 채플린의 여자 주인공을 맡았던 에드나 퍼바이언스는 이번 영화에서 베르두의 결혼 파티에서 잠깐 나왔다.
- 채플린은 이 영화를 80일 만에 완성하였다고 한다.
- 이 영화는 아카데미에서 각본상 후보로 올랐다.
- 재판 장면에서 벌어지는 채플린의 대사는 무척 무정부주의 적이어서 매카시즘에 휘말리고 있는 채플린을 위해 많은 대사가 전면 삭제되고 편집되었다. 그러나 다음 대사는 끝까지 이어졌다.

| “ | 한 명을 죽이면 위인이 되지만 수백명을 죽이면 영웅이 되지. 문제는 숫자야. | ” |